# Grottes de Labastide

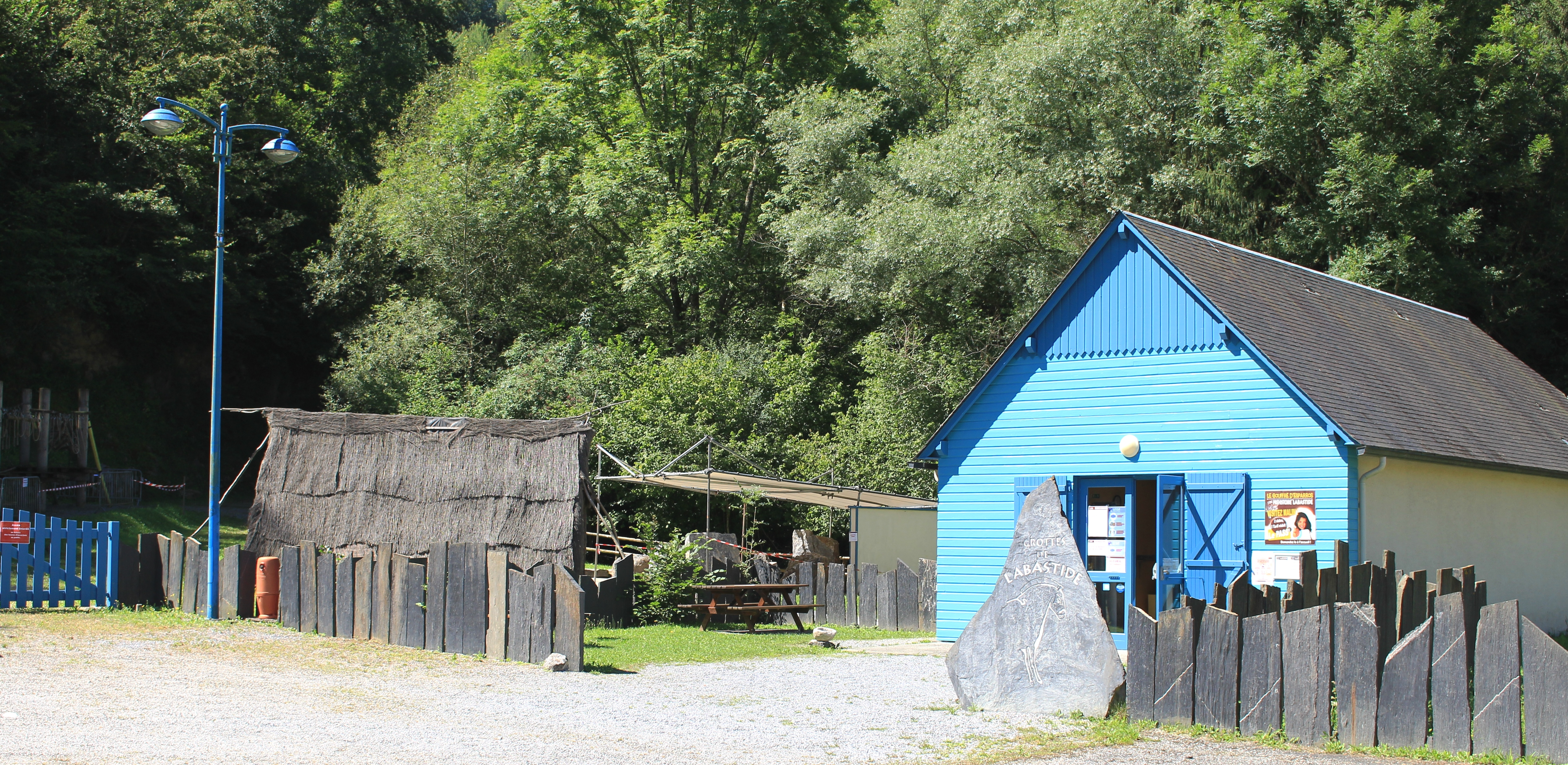
L'entrée des grottes de Labastide.

Les grottes de Labastide, ou grottes de Laspugue (parfois écrit l'Aspugue), sont situées sur la commune de Labastide, dans le département des Hautes-Pyrénées, région Occitanie, en France.
Elles forment un ensemble d'origine karstique, avec un système de perte-résurgence.
La grotte principale, dite « grotte des Chevaux » ou « grotte de Labastide », est une grotte ornée datée du Magdalénien (Paléolithique supérieur), célèbre pour son grand cheval polychrome associé à un effet d'archéoacoustique notable.

## Toponymie
Le nom de « Laspugue » est une francisation du toponyme occitan « spugue » ou « spélugue », dérivé du mot roman spulga (qui apparaît dans le second tiers du XIIIe siècle), lui-même dérivé de spelunca signifiant spécifiquement « grotte fortifiée ». On le retrouve dans le nom de la grotte des Espélugues à Lourdes et des grottes de Lespugue en Haute-Garonne.

## Situation
Les grottes sont à environ 500 m ouest-sud-ouest du village, à quelque 25 km à l'est de Bagnères-de-Bigorre.
Elles sont situées sur le tracé du sentier de grande randonnée de pays Tour des Baronnies de Bigorre.

## Description de l'ensemble
Les grottes de Labastide appartiennent à un réseau karstique comprenant trois grottes principales : la grotte des Chevaux (grotte ornée), la grotte de la Perte et la grotte Blanche (inoccupée par l'homme),.

## Géologie
L'ensemble traverse un massif de hautes collines (de 750 m à 769 m) dans les brèches carbonatées jura-crétacés (dolomies, calcaires et marnes). 
La cuvette dans laquelle les grottes se trouvent est faite de terrains sédimentaires allant du Gargasien-Albien inférieur (nomenclaturées n6-7aM, n6-7aC et n6-7aU dans la carte géologique) à l'Albien supérieur (n7b-cS et n7b-cF).
Des tronçons fossiles de la cavité sont situés à différents niveaux sur 200 m de dénivellation, marquant les étapes de la surrection au fur et à mesure de l'abaissement de la perte.

## Hydrographie
Cette « grotte-tunnel » est un système de perte-résurgence avec une rivière hypogée, dans un karst imperméable à l'amont (dit « karst binaire »). Un substratum étanche recueille l'eau de pluie, qui ruisselle et crée un réseau hydrographique. La rivière de la grotte draine un bassin d'environ 6 km2 qui reçoit des précipitations supérieures à 1 000 mm/an.
Les eaux qui se perdent dans ces grottes ressortent notamment à la résurgence de l'Echourdidet, alias résurgence de l'Ayguette, sur le territoire de la commune d'Esparros.

## La grotte des Chevaux
La littérature scientifique la désigne souvent par le nom générique de « grotte de Labastide ».
Son ouverture est au bas d'une grande falaise, au fond d'un entonnoir, dans un éboulis. Elle débouche sur un gouffre aujourd'hui colmaté.

### Histoire
Elle est connue par les habitants du village et explorée depuis la fin du XIXe siècle, notamment par Armand Viré. Norbert Casteret y reconnaît des figures pariétales en 1932. Des fouilles y ont été conduites par Norbert Casteret, Henri Begouën, Georges Simonnet, Robert Simonnet, André Glory.

### Description
Une cavité de plus de 500 m d'extension ; un diverticule orienté au nord s'ouvre sur la droite de la galerie principale, à 190 m de l'entrée. Au bout de 7 m, il se resserre en une étroite chatière au-delà de laquelle il reprend sa largeur initiale; cette galerie prend fin quelques mètres plus loin par un puits qui plonge vers l'étage inférieur. La grotte était fréquentée jusqu'au fond comme l'attestent des vestiges de gravures sur les parois, aux abords du puits.

### Occupation
Le matériel recueilli a été attribué au Magdalénien IV, une époque confirmée par Henri Breuil. 
Elle a aussi été fréquentée à l'Holocène : l'entrée a livré quelques tessons de l'âge du bronze et du second âge du fer.
Elle a livré au moins 14 inhumations dont trois enfants, localisées dans les 190 premiers mètres (avant la partie inondée de la galerie). Ce sont des dépôts de corps, une incinération partielle, une crémation de corps in situ.

### Art pariétal
Son art pariétal comporte des gravures et des peintures représentant chevaux et bisons mais aussi bouquetins et rennes, ainsi qu'une figure humaine et une tête de félin. Le site a également livré de nombreuses plaquettes gravées et des contours découpés représentant des têtes de bouquetin.
Elle est classée au titre des monuments historiques le 3 août 1983.

### Archéoacoustique
Pour un article plus général, voir Archéoacoustique.
Dans la grotte des Chevaux se trouve un diverticule contenant des niches et des points rouges ; une niche montante, en forme de trône, y fait directement face au panneau aux lions. Cette dernière est sonore : les échos y sont importants. Or de nombreuses études ont maintenant démontré la concordance entre les images et les lieux de résonance, ces lieux étant par ailleurs généralement indiqués par des points rouges (avec un indice de corrélation de l'ordre de 80 % ou 90 %, jusqu'à 99 % pour certains lieux). L'usage de la voix en ce lieu, et peut-être musical, est certain. Il y a une forte probabilité qu'il ait été utilisé pour des rituels associés aux images qui y sont représentées.
De plus, la grotte des Chevaux de Labastide est l'une de ces grottes paléolithiques qui présentent un effet de résonance d'un lieu à un autre, avec des liens sonores privilégiés entre certains endroits. Autrement dit, un son émis dans un endroit résonne dans un autre endroit de la grotte. Cet effet se retrouve au Portel ; à Oxocelhaya où la densité des points rouges dans la partie inférieure de la grotte, associée à la riche sonorité de ce lieu, est exceptionnellement élevée ; à Kapova où l'on ne trouve qu'un seul point rouge isolé à l'étage supérieur, où il semble servir de repère à la fois sonore et de direction - mais à l'étage inférieur la plupart des images ont été dégradées et les points rouges qui ont pu y exister ont vraisemblablement disparu.

### Outillage lithique

Lames de silex de Labastide au Muséum de Toulouse
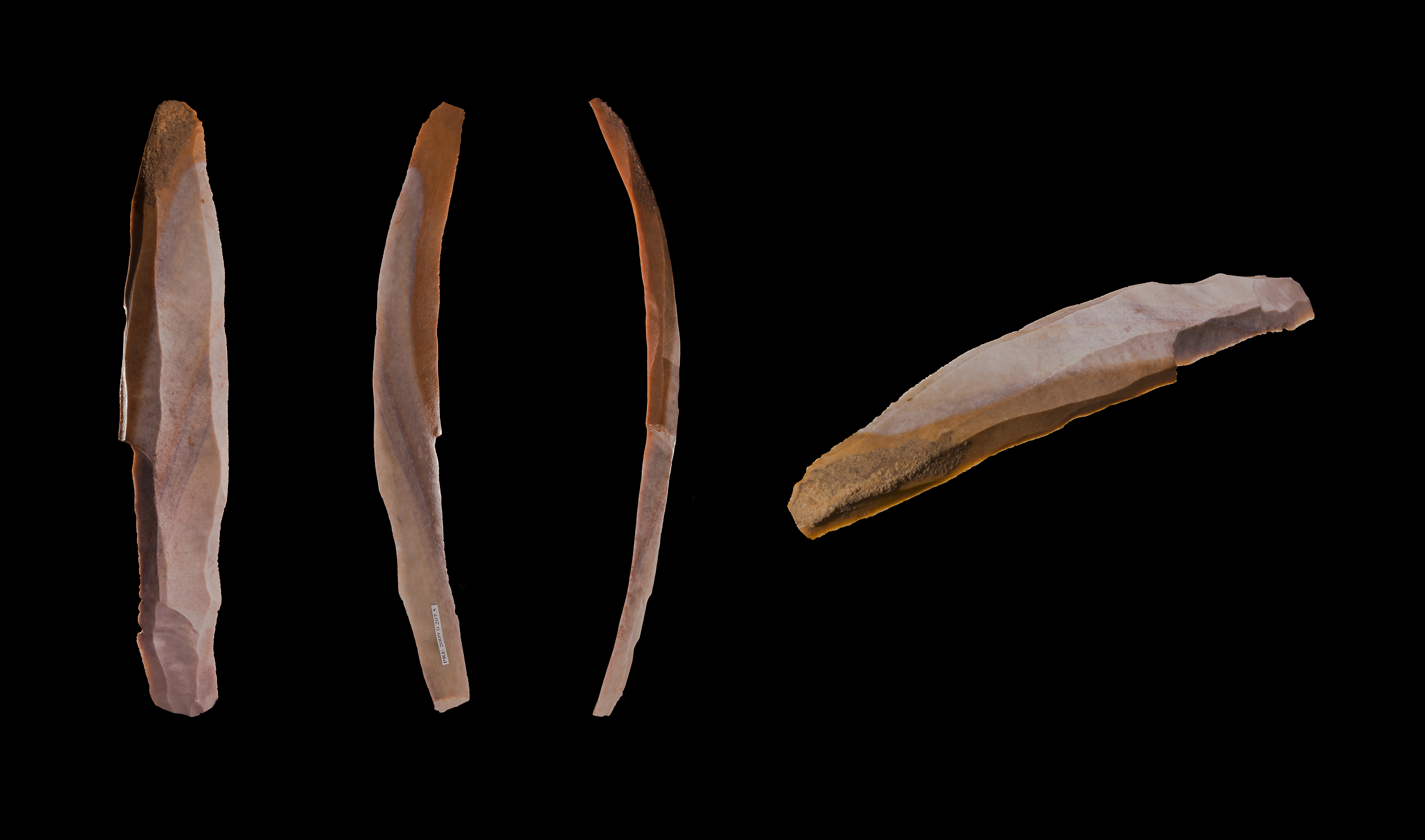
Lame de plein débitage.
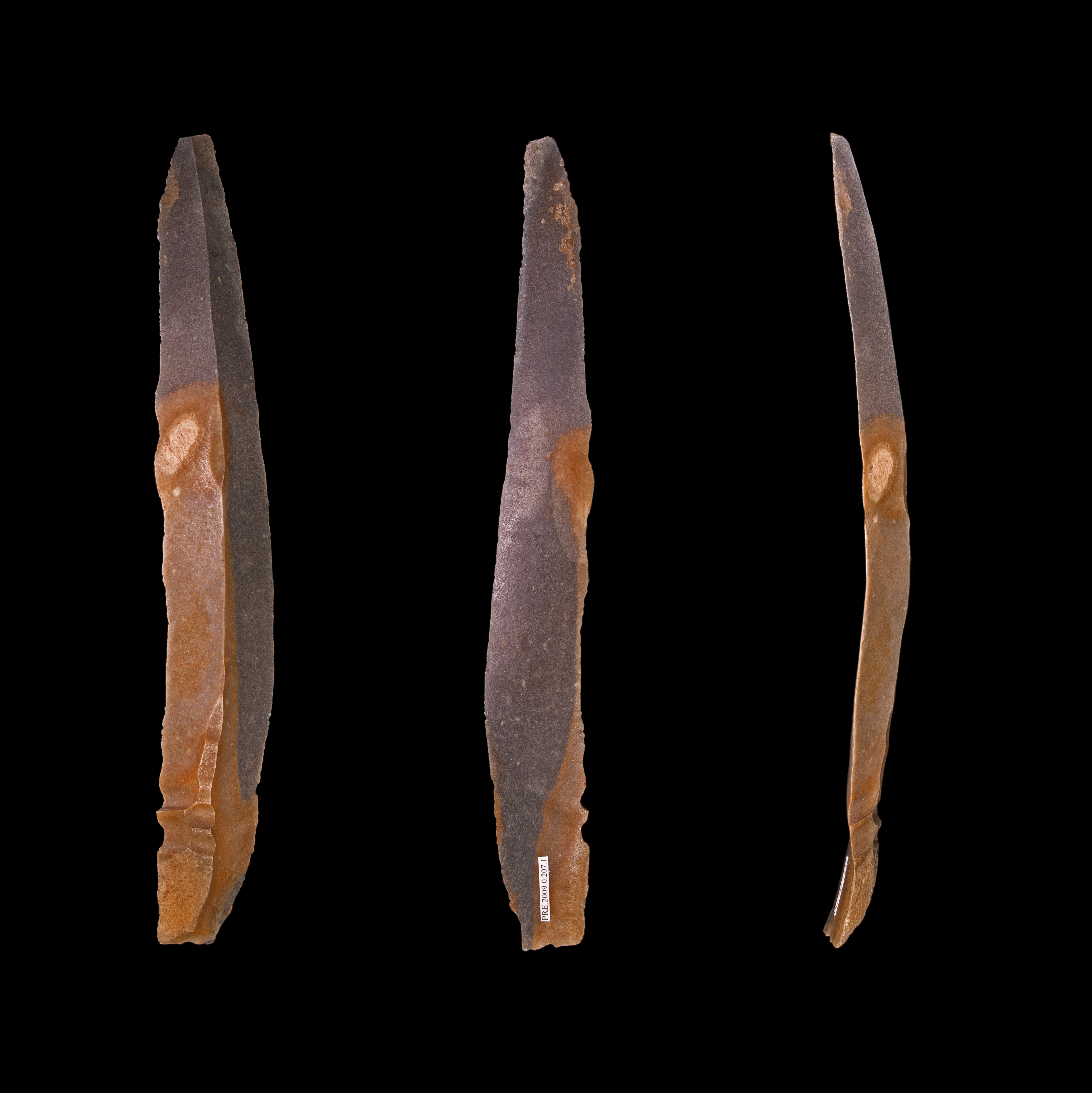
Lame de plein débitage.
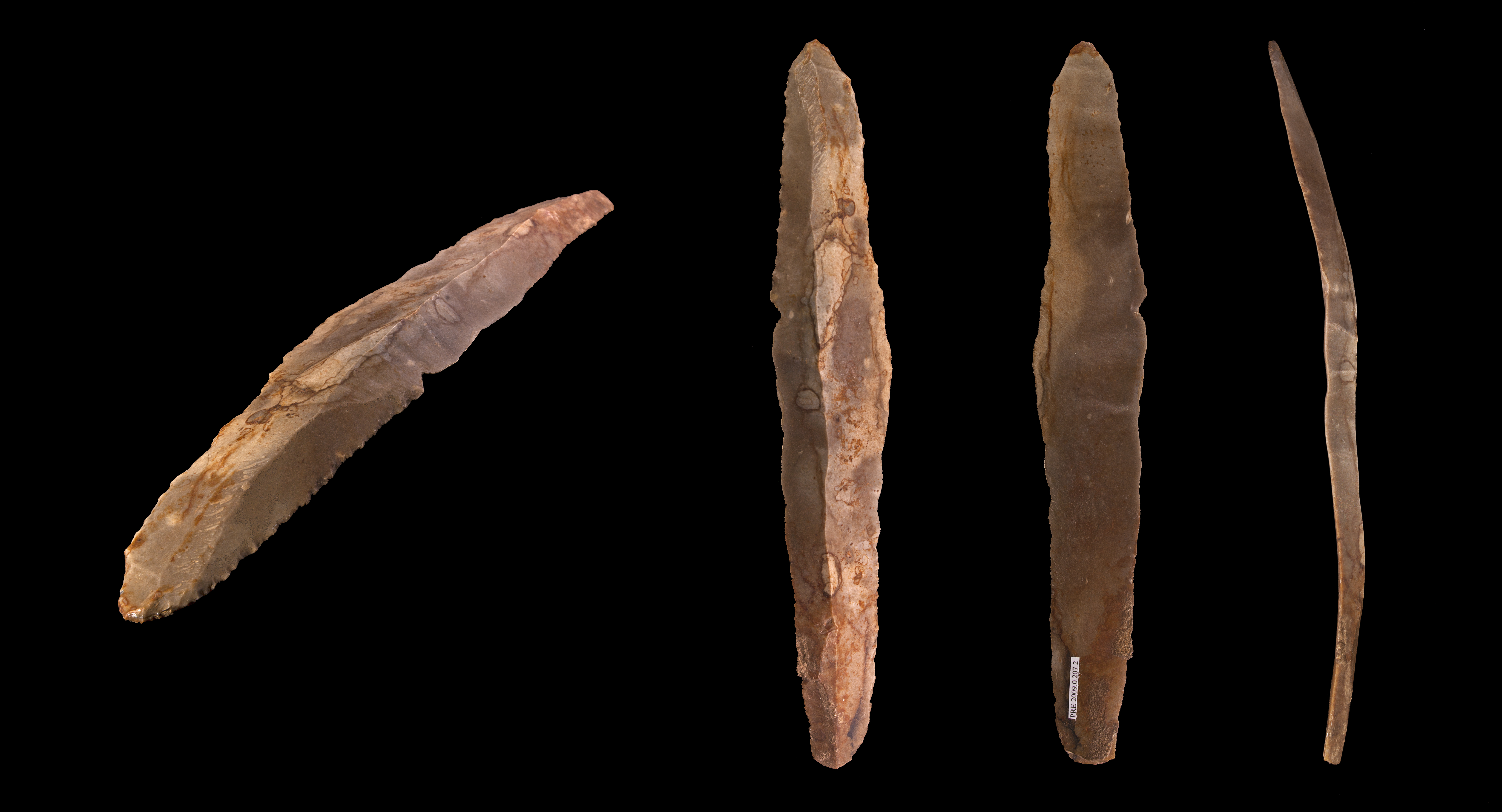
Lame à retouches continues sur deux bords.

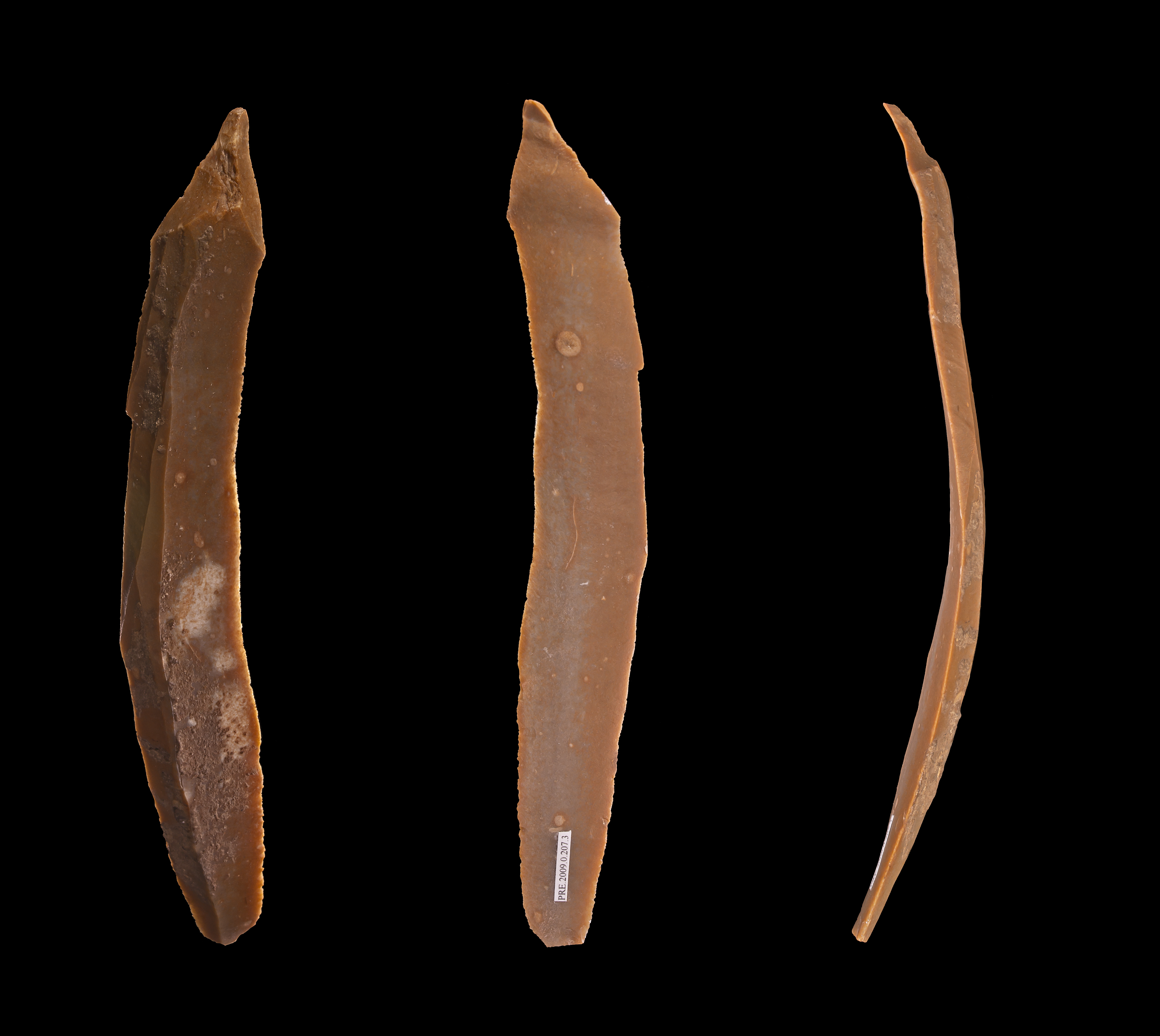
Lame à retouches continues sur deux bords.
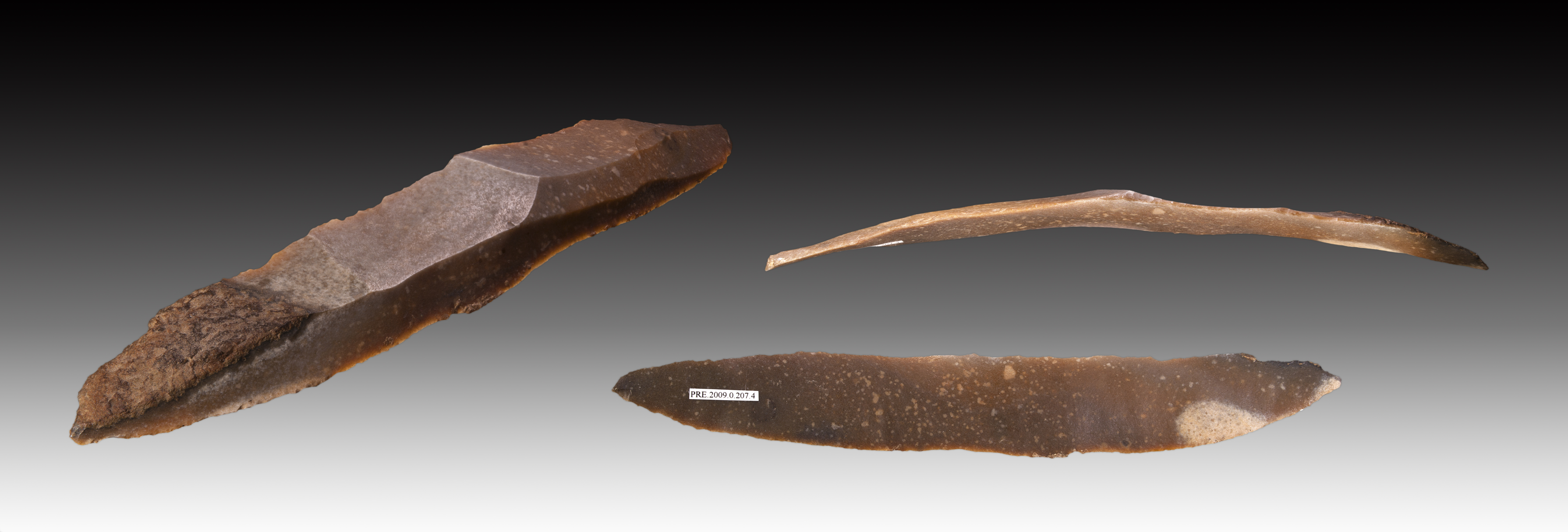
Lame à retouches continues sur deux bords.

### Lampe
Vers 1950, G. Simonnet trouve dans la grotte des Chevaux une lampe, faite d'un fragment de stalagmite « entièrement naturelle » (sans façonnage) arraché à un gour. Elle est de forme allongée, très calcitée ; sa surface est irrégulière et son revers est convexe, ce qui amène un basculement de l'objet. Elle mesure 104,5 × 71 mm, pour une épaisseur de 30 à 32 mm. Elle porte deux cavités naturelles irrégulières qui communiquent entre elles : l'une fait 50 × 36,2 mm pour une profondeur de 20 mm ; l'autre fait 40 × 16 mm pour une profondeur de 17 mm. Elle porte d'abondantes traces de carbonisation et de rubéfaction sur les versants des cuvettes et la margelle, et les flancs et pourtour du revers sont noircis et rubéfiés ; ces traces sont donc localisées de façon telle qu'elles démontrent son usage comme luminaire. La dimension assez réduite de cette lampe est assez petite et ses couvettes ouvertes ont fait que la graisse a débordé et marqué le pourtour du revers et les flancs.
Les résidus charbonneux présents sur la margelle ont été analysés par le laboratoire du bois de Zurich, qui n'y a pas trouvé de structure fibreuse ; donc le matériau de la mèche utilisée n'était pas du bois mais plutôt des lichens ou des mousses, matériaux efficaces pour cette fonction (ils sont encore utilisés par les Esquimaux).
Elle se trouvait à 200 m de l'entrée, juste avant la chatière précédant le puits ; donc dans une zone obscure,.
Elle fait partie de la collection Simonnet.

### Foyer
François Rouzaud (1978) signale un foyer en grotte profonde, comme au Mas-d'Azil, à Montespan, au Portel, au Tuc d'Audoubert, à Labouïche, à Fontanet (des occupations magdaléniennes). Les grottes pyrénéennes comprennent le plus d'aires de combustion interprétées comme foyers domestiques.
Les foyers en grotte profonde sont relativement fréquemment allumés dans les Pyrénées mais sont moins importants que les foyers des zones habitées et témoignent peut-être de passages rapides mais répétés. Certaines lampes sont en relation avec une structure particulière, un foyer ou une œuvre d'art. Ici, la cuvette étant marquée par l'action du feu, « on peut supposer que la lampe a été « préchauffée » dans un foyer ou bien qu'elle a été abandonnée après usage à proximité ou dans le feu ».

## Les grottes de Labastide dans la culture
- En 2001, dans le film Le Pacte des loups, la grotte de la Perte servit de décor à l'entrée du repaire de la Bête du Gévaudan.